# シロレイシダマシ
シロレイシダマシまたはシロレイシガイダマシは、軟体動物門・腹足綱・新腹足目・アクキガイ（アッキガイ）科・ヒメヨウラク亜科に分類される巻貝の属。またはその中の一種Drupella cornusの和名。殻高1.5－4cmほどで、インド・西太平洋のサンゴ礁に6種が分布する。肉食性でサンゴとくに造礁サンゴであるミドリイシの仲間のポリプを好んで食べ、サンゴ食巻貝として知られる。日本近海では近年大発生して、イシサンゴ類への食害が問題になっている。

## 生態
吻から消化液をサンゴに吐き掛けた後、歯舌で半消化の肉質部を掻きとるようにして摂食する。シロレイシダマシ及びヒメシロレイシダマシは、交尾したのちメスが数百個の卵の入った卵嚢をサンゴの隙間に産み付ける。約1か月で孵化してベリジャー幼生になり、数週間浮遊生活を送ったのち稚貝となって定着する。沖縄県阿嘉島での研究によると、生殖腺が成熟する個体の最小殻高は、シロレイシダマシはオスが25.7mm、メス23.5mmで、ヒメシロレイシダマシではオス13.35mm、メス14.1mm。このサイズに達する年齢は、シロレイシダマシのオスが1.6歳、メス1.4歳で、ヒメシロレイシダマシではオス0.5歳、メス0.6歳。そしてシロレイシダマシでは3.8歳で、ヒメシロレイシダマシでは1.6歳で殻口内唇に結節ができ、ほぼ最大サイズ（殻高がシロレイシダマシでは37.1～41.3mm、ヒメシロレイシダマシで22.5～25.0mm）に達すると推定された。
1976年に伊豆諸島三宅島で大発生が報告されて以来、和歌山県串本、高知県大月町、愛媛県宇和海、宮崎県日南海岸及び南郷町、種子島、奄美群島、沖縄本島、慶良間諸島、八重山諸島などでシロレイシダマシの大発生が報告された。日本で大発生しているのは、主にシロレイシダマシとヒメシロレイシダマシの2種で、ほかにニセシロレイシダマシ、コシロレイシダマシ、クチベニレイシダマシも確認されている。大発生の原因については、いくつか仮説はあるもののよくわかっていない

## 種
- シロレイシダマシ Drupella cornus (Röding, 1798)
- ニセシロレイシダマシ Drupella eburnea  (Küster, 1862)
- ヒメシロレイシダマシ Drupella fragum (Blainville, 1832)
- Drupella margariticola (Broderip, 1833)
- コシロレイシダマシ Drupella minuta Fujioka, 1984
- クチベニレイシダマシ Drupella rugosa (Born, 1778)